# Urusei Yatsura
Urusei Yatsura (яп. うる星やつら, Урусей Яцура, укр. Нестерпні прибульці) — відомі наприкінці 1970-х і в 1980-ті роки манґа (34 томи 1979—1987, а також кілька перевидань) і аніме-серіал (1981—1986), створені Руміко Такахасі. Загалом було випущено 218 телевізійних серій (згодом перші серії тривалістю 12 хвилин парами об'єднали в одну «стандартну» серію з 24 хвилин, і DVD R1/R2 видання складаються зі 195 серій), шість повнометражних аніме-фільмів, 12 OVA і 2 TV-спецвипуски.

## Сюжет
Демони оні, які прибули з космосу і володіють у багато разів кращою за земну технологією, збираються поневолити Землю. Однак вони згодні зупинити вторгнення, якщо людина, обрана їхнім комп'ютером випадковим чином, протягом десяти днів зможе торкнутися ріжок головної героїні, дочки лідера загарбників, Лам. Такою людиною стає другий головний герой, Атару Моробосі. Він зазнає невдачі через невдачу і перед фінальним боєм його подруга Сінобу обіцяє у разі перемоги вийти за нього. Це дає йому сил, щоб хитрістю здобути перемогу, але наступну його фразу «тепер можна і одружитися» Лам тлумачить як пропозицію руки і серця. Серіал розповідає про любовний трикутник і неприємності, в які постійно потрапляє Атару.

## Персонажі
- Атару Моробосі (яп. 諸星 あたる, Моробосі Атару) — головний герой. Дурень і невдаха, від невезіння якого часом страждає вся планета. Зважаючи на це, всі знають, що якщо місто трощать динозаври, значить, до цього причетний Атару. За необхідності здатний бігти зі швидкістю мотоцикла або поодинці протистояти невеликій армії. Володіє величезною живучістю — його не здатні поранити ні електрика Лам, ні вогонь Дзяритена, ні столи, кинуті Сінобу. Є невиправним бабієм і весь свій час витрачає на переслідування дівчат. Дівчата практично ніколи не відповідають йому взаємністю і багатьма він буває побитий за домагання. Проте, коли справа стосується дівчат, Атару не бентежать ніякі перешкоди. Незважаючи на свою погану репутацію, Атару був обраний старостою класу. Хоча Атару готовий залицятися до будь-якої дівчини, по відношенню до Лам він практично не проявляє ні любові, ні хоча б доброти. Він абсолютно не приховує того факту, що зраджує їй, і ба більше, може робити це просто на очах своєї «дружини». Хоча він глибоко переживає будь-яку загрозу розриву, Атару намагається не дати Лам побачити будь-яких проявів любові щодо неї.
- Лам (яп. ラム, Раму) — головна героїня. Донька лідерів оні, які прилетіли захопити Землю. Вміє літати і бити блискавками, причому останнє робить зокрема й мимоволі, в моменти сильного хвилювання. Після того, як Атару, на її думку, зробив їй пропозицію, Лам не роздумуючи погодилася стати його дружиною і бути вірною йому до кінця життя. Зважаючи на це, вона оселилася в його будинку, пристає до Атару навіть посеред шкільних уроків і кличе його «коханий» (яп. ダーリン, Да:рін, від англ. darling). Оскільки сам Атару не проявляє до неї особливого інтересу, Лам постійно намагається розлучити його з Сінобу і відучити свого «чоловіка» від зрад за допомогою ударів блискавкою.
- Сінобу Міяке (яп. 三宅 しのぶ, Міяке Сінобу) — головна героїня. Володіє величезною силою, що дозволяє жонглювати шкільними партами або відкинути зі шляху цілий танк. Проте вважає себе слабкою і беззахисною дівчиною. На початку історії була закохана в Атару, але, зважаючи на його постійні і неприховані зради, в підсумку переключилася на Сютаро.
- Тен (яп. テン) — маленька дитина-оні та двоюрідний брат Лам. Вміє літати і вивергати вогонь. Тен прилетів на Землю, щоб побачити обранця своєї двоюрідної сестри, і дійшов висновку, що Лам занадто хороша для Атару. Постійно конфліктує з ним, але рідко виходить переможцем. Набагато частіше Атару використовує його як тенісний м'ячик і закидає вдалину сковорідкою. Оскільки мама Тена працює пожежницею і засуджує будь-які ігри з вогнем, у її присутності Тен старанно вдає, що дружить з Атару.
- Сютаро Мендо (яп. 面堂終太郎, Мендо: Сю:таро:) — багач і однокласник Атару. Є таким самим бабієм і дурнем, як і Атару, проте більш ввічливий з дівчатами і користується у них великою популярністю. Завдяки їхній підтримці, він зміг набрати рівну з Атару кількість голосів на виборах старости класу. Однак, завдяки допомозі Лам, програв Атару на дуелі і став його заступником.
- Рей (яп. レイ) — колишній коханий Лам. Володіє чарівною зовнішністю, проте в моменти сильного хвилювання перетворюється на величезну корову. Також може з'їсти будь-яку кількість їжі, причому під час трапези забуває про все. Незважаючи на те що Лам його покинула, все ще любить її і періодично намагається повернути. Водночас регулярно зустрічається з Ран. Проте на побачення з Ран Рей приходить виключно заради частування.
- Ран (яп. ラン, Ран) — подруга дитинства Лам. Має здатність витягати молодість людини через поцілунок. На людях намагається грати роль милої дівчини. Проте в душі грубіянка й егоїстка. У минулому Лам постійно підставляла її, а також викрала в неї Рея, тому Ран страшенно на неї ображена і мріє помститися. Регулярно зустрічається з Реєм, хоча й розуміє, що він приходить виключно заради їжі.

## Сприйняття
За описом рецензії Anime News Network Urusei Yatsura породило тисячі імітацій і помістило романтичну комедію на карту аніме. Воно є «неправдоподібною» історією кохання, що долає простір, час і видові відмінності. Хоча історія багаторазово імітувалась, ніхто не міг відтворити якість оригіналу. Оскільки серіал має безліч унікальних і привабливих персонажів, на думку рецензента, глядач, напевно, знайде того, з ким зможе себе ототожнювати. У крайньому випадку просто надірве живіт від сміху. І якщо глядачеві подобаються Tenchi Muyo!, Ranma ½, El-Hazard або будь-яка інша історія про «неправдоподібне» кохання, це аніме як мінімум заслуговує на його увагу. Згідно з опитуванням, проведеним в 2007 році міністерством культури Японії, Urusei Yatsura займає 31-е місце серед кращої манґи всіх часів.

## Повнометражні фільми
- Urusei Yatsura 1: Only You (1983) — коли Атару був ще дитиною, він грав з інопланетною принцесою Елле і в ході гри наступив на її тінь. За традиціями планети Елле це рівнозначно пропозицію руки і серця, проти чого Атару абсолютно не заперечував. Через 11 років Елле повертається на Землю за своїм нареченим, чому Атару тільки радий. Лам належить зупинити весілля і повернути Атару на Землю.
- Urusei Yatsura 2: Beautiful Dreamer (1984) — у школі Томобіки без кінця повторюється один й той самий день. Вся решта міста, за винятком будинку Атару, прийшло в запустіння, і покинути його неможливо. Як з'ясовується, персонажі замкнені у чиїмось сні.
- Urusei Yatsura 3: Remember My Love (1985) — коли Лам була маленькою, її батьки забули запросити стару відьму. У відповідь та наклала на Лам прокляття, яке має розлучити її з коханим. Тепер у місті з'являється маг, який перетворює Атару на бегемота і викрадає Лам, яка переслідувала його. Атару повинен подолати силу прокляття і повернути Лам на Землю.
- Urusei Yatsura 4: Lum the Forever (1986) — після того як Мендо зрубив дерево-хоронитель, сили Лам почали зменшуватися і Лам почала зникати з сердець своїх шанувальників. Незабаром Лам пропала, а сни жителів міста почали ставати дійсністю. Персонажі повинні змусити місто повернути Лам і все інше на місце.
- Urusei Yatsura 5: Kanketsuhen (1988) — у минулому прадідусь Лам пообіцяв свого першого нащадка жіночої статі в дружини одному з мешканців світу темряви. Тепер онук цього мешканця з'явився за Лам. Атару має вирушити за Лам і повернути її на Землю. У світі темряви між Атару і Лам відбувається серйозна сварка. У результаті Атару повинен або ще раз перемогти Лам у грі в салочки, або назавжди забути про неї, або визнати, що любить її.
- Urusei Yatsura 6: Itsudatte, watashi no Darling (1991) — у всесвіті існує якийсь храм, де зберігається любовний еліксир. Той, хто вип'є його, назавжди полюбить першого, кого побачить. Однак еліксир отримає лише найбільш стурбована людина у всесвіті. Такою виявляється Атару. Щоб заволодіти еліксиром, принцеса Люпіка звертається по допомогу до Атару й обіцяє в нагороду вийти за нього. Лам, яка думає, що її нареченого викрали, вирушає слідом за ними.

## Хронологія

### Аніме
|                                | 14 жовтня 1981 — 24 березня 1982     | Сезон 1, серії 1—21                   |
| 31 березня 1982                | Спешл 1 серія 21,5                   |                                       |
| 7 квітня 1982 — 22 грудня 1982 | Сезон 1, серії 22—54                 |                                       |
|                                | 5 січня 1983 — 2 лютого 1983         | Сезон 2, серії 55—58                  |
|                                | 13 лютого 1983                       | Фільм 1: Only You                     |
|                                | 16 лютого 1983 — 8 лютого 1984       | Сезон 2, серії 59—99                  |
|                                | 11 лютого 1984                       | Фільм 2: Beautiful Dreamer            |
|                                | 15 лютого 1984 — 28 березня 1984     | Сезон 2, серії 100—106                |
|                                | 11 квітня 1984 — 23 січня 1985       | Сезон 3, серії 107—140                |
|                                | 26 січня 1985                        | Фільм 3: Remember My Love             |
|                                | 30 січня 1985 — 27 березня 1985      | Сезон 3, серії 141—149                |
|                                | 3 квітня 1985 — 18 грудня 1985       | Сезон 4, серії 150—174                |
|                                | 24 вересня 1985                      | OVA 1: Ryoko's September Tea Party    |
|                                | 25 вересня 1985 — 19 лютого 1986     | Сезон 4, серії 175—191                |
|                                | 22 лютого 1986                       | Фільм 4: Lum the Forever              |
|                                | 26 лютого 1986, 5 березня 1986       | Сезон 4, серії 192, 193               |
| 12 березня 1986                | Спешл 2 серія 193,5                  |                                       |
| 19 березня 1986                | Сезон 4, серія 194 фінальна          |                                       |
|                                | 15 вересня 1986                      | OVA 2: Memorial Album                 |
| 18 липня 1987                  | OVA 3: Inaba the Dreammaker          |                                       |
|                                | 6 лютого 1988                        | Фільм 5: The Final Chapter            |
|                                | 2 грудня 1988                        | OVA 4: Raging Sherbet                 |
| 8 грудня 1988                  | OVA 5: Nagisa's Fiancé               |                                       |
| 21 серпня 1989                 | OVA 6: The Electric Household Guard  |                                       |
| 1 вересня 1989                 | OVA 7: I Howl at the Moon            |                                       |
| 21 грудня 1989                 | OVA 8: Goat and Cheese               |                                       |
| 27 грудня 1989                 | OVA 9: Catch the Heart               |                                       |
| 21 червня 1991                 | OVA 10: Terror of Girly-Eyes Measles |                                       |
| 21 червня 1991                 | OVA 11: Date with a Spirit           |                                       |
|                                | 18 серпня 1991                       | Фільм 6: Always My Darling            |
|                                | 23 грудня 2008                       | OVA 12: The Obstacle Course Swim Meet |
|                                | 14 жовтня 2022 — 24 березня 2023     | Ремейк, сезон 1, серії 1—23           |
|                                | 12 січня 2024 — 21 червня 2024       | Ремейк, сезон 2, серії 24—46          |

### Манґа

#### Список томів
| №  | Дата виходу       | ISBN               |
| -- | ----------------- | ------------------ |
| 1  | 15 квітня 1980    | ISBN 4-09-120441-4 |
| 2  | 15 липня 1980     | ISBN 4-09-120442-2 |
| 3  | 15 жовтня 1980    | ISBN 4-09-120443-0 |
| 4  | 15 січня 1981     | ISBN 4-09-120444-9 |
| 5  | 15 березня 1981   | ISBN 4-09-120445-7 |
| 6  | 15 червня 1981    | ISBN 4-09-120446-5 |
| 7  | 15 вересня 1981   | ISBN 4-09-120447-3 |
| 8  | 15 листопада 1981 | ISBN 4-09-120448-1 |
| 9  | 15 січня 1982     | ISBN 4-09-120449-X |
| 10 | 15 березня 1982   | ISBN 4-09-120450-3 |
| 11 | 15 червня 1982    | ISBN 4-09-120741-3 |
| 12 | 15 вересня 1982   | ISBN 4-09-120742-1 |
| 13 | 15 жовтня 1982    | ISBN 4-09-120743-X |
| 14 | 15 грудня 1982    | ISBN 4-09-120744-8 |
| 15 | 15 квітня 1983    | ISBN 4-09-120745-6 |
| 16 | 15 червня 1983    | ISBN 4-09-120746-4 |
| 17 | 15 жовтня 1983    | ISBN 4-09-120747-2 |
| 18 | 15 січня 1984     | ISBN 4-09-120748-0 |
| 19 | 15 квітня 1984    | ISBN 4-09-120749-9 |
| 20 | 15 червня 1984    | ISBN 4-09-120750-2 |
| 21 | 15 вересня 1984   | ISBN 4-09-121171-2 |
| 22 | 15 листопада 1984 | ISBN 4-09-121172-0 |
| 23 | 15 січня 1985     | ISBN 4-09-121173-9 |
| 24 | 15 лютого 1985    | ISBN 4-09-121174-7 |
| 25 | 15 квітня 1985    | ISBN 4-09-121175-5 |
| 26 | 15 липня 1985     | ISBN 4-09-121176-3 |
| 27 | 15 жовтня 1985    | ISBN 4-09-121177-1 |
| 28 | 15 січня 1986     | ISBN 4-09-121178-X |
| 29 | 15 квітня 1986    | ISBN 4-09-121179-8 |
| 30 | 15 липня 1986     | ISBN 4-09-121180-1 |
| 31 | 15 вересня 1986   | ISBN 4-09-121501-7 |
| 32 | 15 листопада 1986 | ISBN 4-09-121502-5 |
| 33 | 15 січня 1987     | ISBN 4-09-121503-3 |
| 34 | 15 квітня 1987    | ISBN 4-09-121504-1 |